# RPG eletrônico

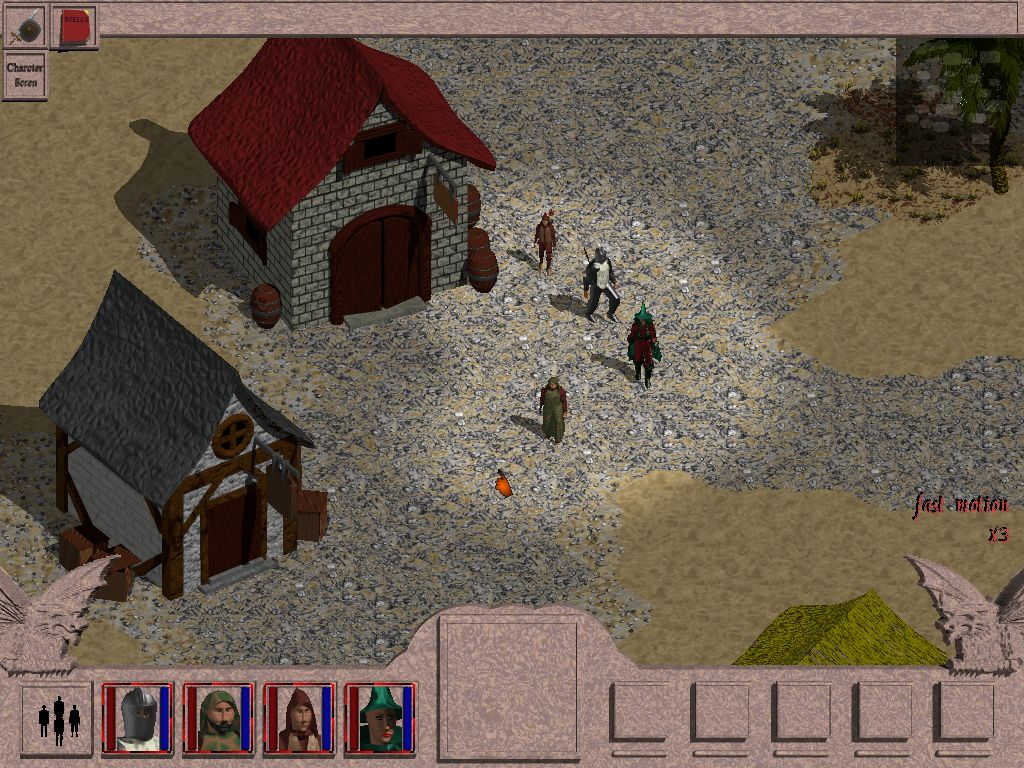
Exemplo de RPG para computador

Um RPG eletrônico  é um gênero de jogo em que o jogador controla as ações de um ou mais personagens imersos num mundo bem definido, incorporando elementos dos RPGs tradicionais, compartilhando geralmente a mesma terminologia, ambientações e mecânicas de jogo. Outras similaridades com os RPGs de mesa incluem a ampla progressão de história e elementos narrativos, o desenvolvimento dos personagens do jogador, rigoroso sistema de regras, além de complexibilidade e elementos de imersão. Não existe um consenso claro sobre a definição do escopo exato do termo, especificamente variando se o foco na jogabilidade ou na história deve ser o elemento definidor.

## História
Os primeiros RPGs eletrônicos surgiram em 1975, nos gigantescos computadores PDP-10 e Unix. Os primeiros eram inspirados em D&D, um chamado Dungeon e outro d&d. Os primeiros para computador pessoal foram Akalabeth: World of Doom de 1979 (que começou a conhecida série Ultima) e Wizardry de 1981, para o Apple II.
Os RPGs de videogame começaram com jogos baseados em AD&D (Advanced Dungeons & Dragons): Treasure of Tarmin (1982), para o Intellivision. O gênero realmente ampliou seu alcance com Dragon Quest de 1986 (lançado nos EUA como Dragon Warrior), da produtora Enix para o NES. Seguiram-se conversões dos jogos de PC Wizardry e Ultima III, e Final Fantasy (1987), da produtora Square. Final Fantasy e Dragon Quest começaram duas séries bem-sucedidas, a primeira (já no 15º capítulo) mais popular nos EUA e a segunda (11º capítulo) mais popular no Japão.
Os RPGs Secret of Mana (1993) e Diablo (1996) expandiram a popularidade do multiplayer dentro do gênero, no qual jogadores podem cooperar entre si. Com o advento da internet aliado ao aumento dessa popularidade, mais tarde seria gerado o gênero MMORPG (Massively Multiplayer Online RPG), com Ultima Online, Lineage, Tibia e mais tarde World of Warcraft.
Uma entrada interessante ao gênero foi Pokémon (1996), centrado em caçar criaturas com poderes especiais, capturá-las e treiná-las para batalhar e evoluir. A série de jogo foi adaptada para mangá, anime, e muitos outros produtos.
Mais tarde, jogos fora do gênero RPG passaram a assimilar muitos elementos deste gênero, tornando difícil a distinção. Exemplos disso são Deus Ex, Dark Messiah of Might and Magic e o RTS Warcraft III.

## Características
RPGs eletrônicos são em geral inspirados em jogos clássicos de "pen & paper"(papel e lápis) como Dungeons & Dragons, utilizando as mesmas terminologias, localizações e mecânicas de jogo. Embora varie bastante entre os jogos, geralmente os personagens possuem alguns atributos como HP (Health Points - Pontos de Vida), o MP (Magic/Mana Points - Pontos de Magia), Ataque, Defesa, Força, Carisma, Agilidade e Inteligência. Nos CRPGs existe o sistema de níveis, no qual a cada batalha vencida, ou missão terminada, se recebe pontos de experiência, e uma certa quantidade desses pontos leva o personagem ao próximo nível: o personagem fica mais forte, pode aprender magias novas, pode equipar novos tipos de armadura, etc. 
Os RPGs eletrônicos visam permitir a personalização da história que será contada para o jogador, por isso tendem não só permitir um certo grau de liberdade e interação com os sistemas do jogo bem como a levar em consideração as diversas escolhas que o jogador fará, desde o tipo de personagem até as interações entre o mesmo e os elementos daquele mundo.
Comumente existe um personagem principal(protagonista) para o jogo e um grupo que o acompanha. A história típica envolve um grupo de heróis determinados a unir forças para cumprir uma missão (geralmente salvar um reino ou o mundo) e embarcar em uma jornada, passando por diversos desafios e adversidades, como inimigos e monstros (sendo esses, na maioria, mitológicos, fantásticos ou inspirados na ficção científica).

### Personagens

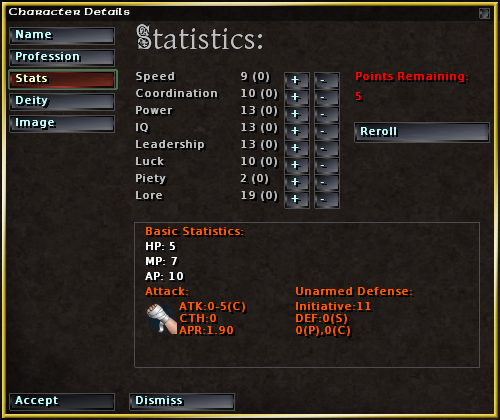
Exemplo de atributos de um personagem de RPG eletrônicos.

Os personagens têm uma história de fundo, habilidades, itens e estatísticas únicas, o jogador deve escolher combinações desses elementos para personalizar e definir seu personagem. Em alguns jogos, é necessário se criar um personagem totalmente novo, escolhendo sua raça (elfo, humano, etc) e sua profissão (cavaleiro, arqueiro, mago, etc), são elementos que geralmente definem itens e habilidades que o personagem possuirá. Enquanto há também jogos nos quais o jogador recebe um personagem pronto e pode alterar alguns atributos já existentes.
É possível, por exemplo, criar um grupo focado no ataque, com Cavaleiros, Arqueiros, Ninjas e afins, ou um grupo focado em magia, com Magos de Ataque (com magias de ataque, como Fogo e Gelo), Magos de Status (com magias que alteram os status, como Mais Agilidade ou Mais Força), clérigos (com magias de cura) e feiticeiros (com magias como Paralisar ou Cegar). Existem várias estratégias para ter um melhor desempenho nesse tipo de jogo, como por exemplo: ter um grupo equilibrado, para que você possa deixar seus cavaleiros mais fortes com magias de status e assim o ataque deles (que já é grande) ser maior, e ao mesmo tempo curar e/ou usar magias de ataque ou feitiços.

### Cenários
Geralmente CRPGs são ambientados na Terra durante a Idade Média porém com um elementos fantásticos. Outro gênero também bastante comum é o futurista, que emprega elementos de ficção científica (visto nos jogos: Wasteland, Fallout, Front Mission). Raros jogos se passam em períodos modernos (EarthBound, Persona). Alguns tem viagem no tempo como temática.

### Navegação
Explorar o mundo é uma importante característica da maioria dos RPGs eletrônicos. Longas distâncias são viajadas e regiões exploradas. Dependendo da ambientação, vários tipos de veículos também podem ser usados, como aeronaves, animais (tradicionais como cavalos ou fictícios como os chocobos) ou barcos. Geralmente uma parte da tela mostra um mapa para orientação.
Há três tipos de lugar: 
- Mundo: Onde o foco é a exploração e a travessia entre locais de interesse;
- Cidades: Onde se interage com as pessoas, compra-se itens e melhorias;
- Calabouços (ou dungeons): Locais hostis, muitas vezes labirínticos e cheios de monstros e tesouros.

### Batalhas
Existem muitos estilos e mecânicas diferentes, mas é possível dividir em:  
- Em turnos, onde cada lado do embate dita suas ações quando for seu turno, ou seja, o jogador realiza suas ações até o fim de sua jogada onde então passa a ser o inimigo que deverá realizar suas ações até acabar seu turno e voltar para o jogador em seguida.
- Em turnos tático, o jogador e os inimigos se movem e atacam em turnos, porém todo o campo de batalha é organizado em grades ou "casas" como num jogo de Xadrez, gerando a necessidade de lidar com alcance dos ataques e quantidade de unidades que se é possível mover em cada turno.
- Em tempo real, onde não há o impedimento de jogadas entre os lados do combate, todas as ações acontecem simultaneamente.
- Em tempo real com pausas, onde o combate se dá em tempo real porém o jogador pode pausar o combate a qualquer momento e realizar suas ações, até decidir retomar o combate novamente.

Geralmente, em jogos mais antigos, as batalhas são iniciadas por meio de encontros aleatórios (random encounters) no mapa ou nos calabouços. Em jogos modernos existem monstros vagando pelo cenário ou em determinados locais pré-definidos. Após uma vitória em batalha, normalmente os personagens recebem pontos de experiência (que muitas vezes servem para subir de nível), dinheiro e itens. 
Além disso há chefes inevitáveis, geralmente localizados em calabouços. Sua existência normalmente serve para a conclusão de algum arco da história que o jogo está contando.
Além do típico modo de batalha baseado em turnos, há também jogos no sistema Active Time Battle, em que cada personagem espera um período em pseudo tempo real para atacar. Este sistema estreou em Final Fantasy IV.

## Abordagens culturais
As diferenças culturais entre o ocidente e o oriente são percebidas também nos RPGs. Enquanto o mercado ocidental era dominado pelos computadores domésticos na época, os RPGs ocidentais eram definidos por jogos como Wizardry e Ultima. Já no mercado oriental onde os consoles eram muito mais populares, o jogo que definiu o gênero foi o Dragon Quest e como os consoles eram mais limitados que os computadores pessoais, várias modificações foram necessárias e são vistas no Dragon Quest como: fidelidade gráfica reduzida, controles simplificados e só se controlava um personagem. E devido ao seu sucesso no Japão, gerou sucessores e franquias que capturavam seu estilo, fenômeno que acabou definindo o que hoje é o subgênero do JRPG(Japanese RPG).

### Oriental
Os RPGs orientais normalmente são representados pelas séries japonesas de RPG, que incluem Final Fantasy, Dragon Quest, Phantasy Star, Grandia, Lunar, Suikoden, Kingdom Hearts e Persona. A ambientação geralmente é de fantasia, em um mundo paralelo. Também são comuns misturas de fantasia com ficção científica, como em Star Ocean, Phantasy Star e Final Fantasy.
Os personagens costumam ser estereótipos bondosos e sérios, no estilo de animê. A história geralmente tem tom épico, com grandes lutas de bem contra o mal. Geralmente os personagens jogáveis são humanos, e raramente pode se escolher a raça (sendo essas raramente estilo Tolkien, como anões e elfos). Os jogos costumam alterar o sistema a cada sequência, e os personagens começam no nível 1 e não costumam passar do nível 99.

### Ocidental
No que pode ser caracterizado como mundo ocidental, os mais famosos exemplos de RPG são Dark Souls, Dragon Age: Origins, Baldur's Gate, Diablo, Neverwinter Nights, The Witcher, The Elder Scrolls. Os jogos possuem uma temática mais pesada, lidando com tragédias e elementos dramáticos. Os personagens são mais críveis e as armas e equipamentos são inspirados em objetos verdadeiros da Idade Média. Os personagens não costumam ser apenas bons ou maus - e geralmente as tramas vão seguindo infortúnios, com dificuldade para chegar ao final.
As raças mostradas no jogos normalmente são inspiradas em D&D e no universo fantástico do escritor J. R. R. Tolkien, com dragões, elfos, anões, orcs, etc. O sistema de batalha muitas vezes também é inspirado em D&D, baseado em regras, dados e chances, podendo até mostrar dados rolando virtualmente.
O aumento de níveis não é tão rápido quanto o japonês (devido à baixa experiência conseguida em batalha), e alguns jogos costumam ter um limite relativamente baixo. Ao subir um nível, pode-se aumentar um atributo (defesa, ataque, velocidade).